# Istituto Bruno Leoni
Das Istituto Bruno Leoni (IBL) ist ein italienischer Think-Tank mit libertärer Ausrichtung. Er ist benannt nach dem Anwalt, Politologen und Rechtsphilosophen Bruno Leoni. Gegründet im Jahr 2003, mit Sitzen in Mailand und Turin, setzt es sich für klassisch liberale Überzeugungen in Italien und ganz Europa ein.
Das Institut veröffentlicht jährlich eine große Anzahl von Publikationen mit dem Fokus auf der Analyse von Staatstätigkeit. Präsident des Institutes ist das ehemalige Mitglied des Senato della Repubblica, der Unternehmer Franco Debenedetti. Generaldirektor des Institutes ist der Journalist und Autor Alberto Mingardi.
Laut dem Global Go To Think Tank Index Report 2020, einem Ranking der Universität von Pennsylvania, kommt die Organisation auf Rang 132 aller Think-Tanks weltweit.
Die Organisation gilt als wichtigster Think Tank der italienischen Klimawandelleugnerszene.

## Entstehung und Ziele
Die Organisation wurde im Jahr 2003 von Carol Erickson, Franco Forlin, Sergio Leali, Carlo Lottieri, Alberto Mingardi, Carlo Stagnaro und Tito Tettamanti gegründet, mit dem Ziel sich für freie, marktwirtschaftliche Ideale einzusetzen. Dabei bezieht es sich in erster Linie auf Ökonomen und Philosophen der Österreichischen Schule wie Carl Menger, Eugen von Böhm-Bawerk, Ludwig von Mises, Joseph Schumpeter, Friedrich von Hayek und Murray Rothbard. Aber auch auf Vertreter anderer Schulen wie beispielsweise Milton Friedman der University of Chicago, James M. Buchanan (Neue Politische Ökonomie), Wilhelm Röpke (Wirtschaftswissenschaftler), als Vertreter des Ordoliberalismus oder Politiker wie Luigi Sturzo, Luigi Einaudi, zweiter Präsident der Italienischen Republik oder Margaret Thatcher, ehemalige Premierministerin des Vereinigten Königreichs.
Zu den zentralen Zielen werden der Einsatz für robuste Eigentumsrechte, gegen Steuerbelastung, für freie marktwirtschaftliche Betätigung und gegen staatliche Eingriffe gezählt. Protektionismus wird abgelehnt, die Dynamiken der Globalisierung werden dagegen befürwortet.

## Veranstaltungen
Das Istituto Bruno Leoni organisiert ganzjährig Veranstaltungen wie Konferenzen, Seminare zu verschiedensten Themen zu denen häufig Autoren, Wissenschaftler oder andere Gäste eingeladen werden, um ihre Projekte vorzustellen. Zu den wichtigsten Veranstaltungen jedes Jahr gehört unter anderem das jährliche Dinner des Institutes, bei welchem gleichzeitig der Bruno Leoni Preis vergeben wird. Zu den Preisträgern zählen der Nobelpreisträger Vernon L. Smith (2008) sowie der US-amerikanische Historiker Richard Pipes (2015).

## Veröffentlichungen und Projekte
Autoren und Mitglieder des IBLs veröffentlichen in regelmäßigen Abständen Beiträge in bekannten Tageszeitungen, ebenso wie Bücher oder Fachartikel zu sozialwissenschaftlichen und wirtschaftswissenschaftlichen Themen. Seit 2009 verfügt die Denkfabrik über ein eigenes Verlagshaus (IBL Libri). Des Weiteren besitzt das Institut in Zusammenarbeit mit dem Journalisten des Radiosenders der Tageszeitung Il Sole 24 Ore, Oscar Giannino, einen Blog. Zu wichtigen Projekten des Istituto Bruno Leoni gehören unter anderem der jährliche Liberalisierungsindex (siehe unten) und das Projekt „IBL nelle scuole“ (IBL an Schulen), bei diesem handelt es sich um zwei „erste wirtschaftswissenschaftliche Vorlesungen“ für Schüler der Sekundarstufe in Italien, bei welchen die Schüler, anhand einfacher Erklärungen, einen ersten Überblick über wirtschaftswissenschaftliche Konzepte wie Preis, Produktivität und die Rolle des Staates und der Staatstätigkeit bekommen sollen. Im Februar 2018 wurde im Auftrag des Institutes ein großer „Schuldenzähler“ an den Hauptbahnhöfen von Mailand und Rom angebracht, der die steigenden italienischen Staatsschulden zählte und die vorbeilaufenden Reisende daran erinnern sollte, dass jedes weitere Wahlversprechen gleichzeitig neue Schulden bedeute.

## Flat Tax – „25% per tutti“ („25% für alle“)
Eine größere Bekanntheit in der italienischen Öffentlichkeit erlangte die Denkfabrik mit dem Projekt „25 % per tutti“, welches 2017 mit der Veröffentlichung des Buches von Nicola Rossi (Autor und Politiker) vorgestellt wurde. Der Vorschlag sieht eine radikale Umstrukturierung des komplexen italienischen Steuer- und Abgabensystems und die Einführung einer einheitlichen flachen Quote (Flat Tax) von 25 % für die wichtigsten Steuern (u. a. Einkommensteuer, Unternehmenssteuer, Umsatzsteuer) vor. Der Entwurf wurde in den Medien und der Öffentlichkeit im Vorfeld der Parlamentswahlen in Italien 2018 breit diskutiert. Sowohl die Forza Italia von Silvio Berlusconi als auch die Lega Nord von Matteo Salvini nahmen die Idee für die Umsetzung einer Flat Tax von 23 % bzw. 15 % in ihr jeweiliges Wahlprogramm mit auf.

## Liberalisierungsindex
Seit 2007 veröffentlicht das Istituto Bruno Leoni jährlich einen Liberalisierungsindex, welcher seit dieser Zeit immer umfangreicher wurde und inzwischen alle Mitgliedsstaaten der Europäischen Union umfasst. Der „Indice delle Liberalizzazioni“ hat zum Ziel, den Grad der wirtschaftlichen Offenheit der Mitgliedsstaaten anzugeben und untersucht dafür zehn unterschiedliche ökonomische Sektoren (Öl- und Benzinhandel, Strom, Gas, Postwesen, Arbeitsmarkt, Telekommunikation, Radio, Lufttransportwesen, Schienentransportwesen und Versicherungen). Der Liberalisierungsindex ist die meistzitierte Veröffentlichung des Think-Tanks und findet sich regelmäßig in wissenschaftlichen Arbeiten und journalistischen Publikationen wieder.

## Klimawandelleugnung
Das Istituto Bruno Leoni wird von Wissenschaftlern als der bedeutendste unter den neoliberalen Think Tank Italiens eingeordnet, die Klimawandelleugnung betreiben bzw. Klimaschutz verzögern. Die Organisation hält enge Verbindungen zur US-amerikanischen Klimawandelleugnerszene, der sog. „denial machine“.  Bereits 2010 lobte ein Fellow des Istituto Bruno Leoni eine Klimaleugnerkonferenz des Heartland Institutes und vertrat wie dieses die Climategate-Narrative, die Klimaleugner nach dem Hackerzwischenfall am Klimaforschungszentrum der University of East Anglia nutzten, um den Klimawandel zur Verschwörung umzudeuten und den Klimaforscher Michael E. Mann zu attackieren. Auch verbreiteten Angehörige der Organisation die auch vom Heartland Institute genutzte Falschbehauptung, dass der Klimawandel positive Auswirkungen habe.
Das Istituto Bruno Leoni ist Partner des Atlas Networks und Mitglied der Cooler Heads Coalition, einem von Unternehmen der fossilen Energiebranche finanzierten Netzwerk von Think Tanks, die den menschengemachten Klimawandel leugnen. Die Website der Cooler Heads Coalition wird wiederum vom Competitive Enterprise Institute finanziert und betrieben, die unter anderem eine Schlüsselrolle beim Ausstieg der US aus dem Pariser Klimaschutzabkommen spielte.